# Protestas en la República Democrática del Congo de 2016
Las protestas en la República Democrática del Congo de 2016 iniciaron cuando el presidente de la República Democrática del Congo, Joseph Kabila, anunció que no dejaría el cargo a pesar del final de su mandato constitucional. Posteriormente, estallaron protestas en todo el país, que nunca había tenido una transferencia pacífica del poder desde que obtuvo la independencia en 1960. Las protestas se encontraron con el bloqueo de las redes sociales y la violencia de las fuerzas de seguridad que dejó decenas de muertos. Los gobiernos extranjeros condenaron los ataques contra los manifestantes.
El 23 de diciembre se propuso un acuerdo entre el principal grupo de oposición y el gobierno liderado por Kabila, donde se acordó no alterar la constitución y dejar el cargo antes de finales de 2017. Según el acuerdo, el líder de la oposición, Étienne Tshisekedi, supervisará su implementación y el primer ministro del país será designado por la oposición.

## Antecedentes

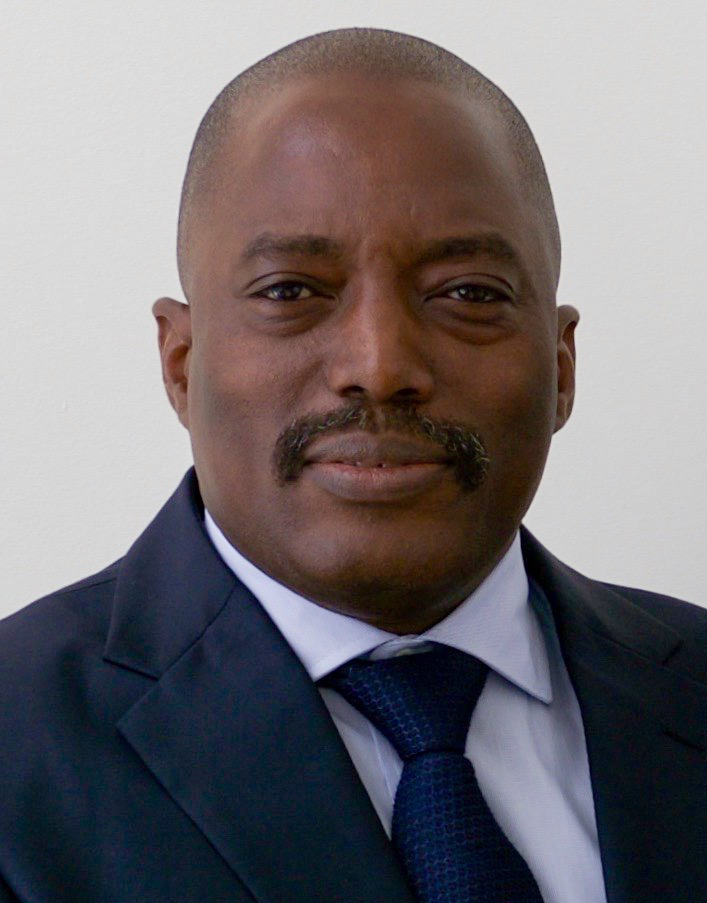
Joseph Kabila (visto en abril de 2016)

A raíz del levantamiento en Burkina Faso de 2014, la República Democrática del Congo experimentó una serie de protestas (como las protestas de 2015) en las que los ciudadanos congoleños exigieron que el presidente Joseph Kabila no modificara los límites del mandato presidencial en la constitución del país para poder postularse para otro mandato y no retrasar las elecciones previstas en el país. Las protestas en 2016 fueron a menudo violentas y tuvieron lugar en el contexto más amplio de frecuentes protestas masivas contra gobiernos autoritarios en África (por ejemplo, en Burundi, Uganda y Etiopía).
En 2016, el gobierno de Kabila fue mencionado en el escándalo Panama Papers por solicitar el permiso del tribunal constitucional del país para permitir que Kabila permaneciera en el poder después de que terminara su mandato si no se había elegido un sucesor. Tras las protestas de mediados de 2016 y los llamamientos de miembros de la oposición para celebrar negociaciones, el gobierno de Kabila anunció el nombramiento de varios políticos opositores para puestos en el gabinete, pero siguió afirmando que las elecciones serían imposibles de celebrar debido a limitaciones financieras y que la fecha más temprana posible para las elecciones sería abril de 2018. En septiembre, Estados Unidos impuso sanciones financieras a dos de los asesores de Kabila, el mayor general Gabriel Amisi Kumba y John Numbi, lo que les impidió acceder a activos dentro de Estados Unidos y realizar transacciones financieras con ciudadanos estadounidenses. En diciembre, la Oficina de Control de Activos Extranjeros del Departamento del Tesoro de los Estados Unidos agregó al ministro del Interior Évariste Boshab y al líder de la agencia de inteligencia Kalev Mutondo a su lista de sanciones, mientras que la Unión Europea congeló activos y prohibió los viajes de Ilunga Kampate, líder de la Guardia Republicana de la República Democrática del Congo, así como otros seis funcionarios anónimos.

## Eventos
El 14 de diciembre, 42 personas fueron arrestadas en Goma según Human Rights Watch. Mientras tanto, se llevó a cabo una protesta contra Kabila frente a la Universidad de Kinshasa.
El 20 de diciembre, las fuerzas de seguridad mataron a 19 civiles en Kinsasa, 6 civiles en Boma, 4 civiles en Matadi y 5 civiles en Lubumbashi. Los manifestantes sostenían tarjetas de penalización rojas y silbaban para indicar el final del mandato de Kabila en el cargo y su deseo de que dejara el poder. Los manifestantes en Kinsasa fueron atacados por las fuerzas de seguridad con gases lacrimógenos, cañones de agua y munición real. Según Naciones Unidas, al menos 113 personas fueron arrestadas entre el 17 y el 19.
El 21 de diciembre, las protestas en la segunda ciudad más grande del país, Lubumbashi, dejaron 10 manifestantes muertos y 47 heridos, según una ONG local. Otras protestas en ciudades de todo el país dejaron un total de al menos 26 muertos durante el día, según Human Rights Watch, que dijo que se había desplegado personal militar y policial en Lubumbashi y Kinsasa. El gobierno informó solo nueve muertes, y dijo que la policía había arrestado a 275 personas.
El 23 de diciembre se propuso un acuerdo entre el principal grupo de oposición y el gobierno de Kabila en virtud del cual este último acordó no alterar la constitución y dejar el cargo antes de finales de 2017. Según el acuerdo, el líder de la oposición, Étienne Tshisekedi, supervisará que el acuerdo se implemente y el primer ministro del país sea designado por la oposición.

## Esfuerzos de mediación
La Iglesia católica ha estado mediando conversaciones en la República Democrática del Congo entre miembros de la oposición política del país y el gobierno.

## Reacciones internacionales
- Bélgica: El gobierno belga dijo que revisaría su relación con la República Democrática del Congo.[16]
- Francia: El gobierno francés pidió a la Unión Europea que revisara su relación con la República Democrática del Congo.[16][17] El Ministro de Relaciones Exteriores, Jean-Marc Ayrault, dijo: "No podemos seguir fingiendo que no pasa nada".[16]
- Alemania: El Ministerio de Relaciones Exteriores declaró el 21 de diciembre que "las negociaciones sobre cooperación al desarrollo previstas para el próximo año se pospondrán indefinidamente. El gobierno alemán se reserva el derecho de tomar nuevas medidas".[18]
- Reino Unido: Tobias Ellwood, el ministro británico para África y Oriente Medio, dijo: "El gobierno debe fijar urgentemente una fecha para las elecciones oportunas para evitar que la situación se agrave aún más".[16]
- Estados Unidos: El gobierno estadounidense emitió un comunicado en el que decía: "Seguimos dispuestos a imponer sanciones adicionales a quienes, ya sean del gobierno o de la oposición, cometan actos de violencia o obstaculizan las instituciones democráticas de la República Democrática del Congo".[16]

## Consecuencias
A fines de enero, la Conferencia de Obispos Católicos del Congo (CENCO) anunció que el acuerdo del 31 de diciembre corría el riesgo de colapsar debido a que el régimen de Kabila y la oposición no estaban de acuerdo sobre los nombramientos para el consejo de monitoreo electoral y los puestos ministeriales.